# Tunnel van Gedinne
De tunnel van Gedinne is een spoortunnel in de gemeente Gedinne. De tunnel heeft een lengte van 675 meter. De dubbelsporige spoorlijn 166 gaat door deze tunnel.